# Globus Da Vinci
El globus Da Vinci, també conegut com a globus d'ou d'estruç, és un objecte renaixentista italià d'importància històrica dissenyat per Leonardo da Vinci. Data de l'any 1504, és el primer globus terraqüi conegut que conté la representació el Nou Món. És el prototip del Globus_Hunt–Lenox, un globus de coure fos de color vermellós.

## Context
Stefaan Missinne va trobar prou arguments per poder dir que el dibuix de Leonardo da Vinci d'un mapa del món en projecció octant, descobert el segle xix per R.H. Major i que representa la costa del Brasil amb la inscripció Amèrica, podia ser un dibuix preliminar de 1503 per al globus d'estruç [a]. Això només és possible si Leonardo sabia del descobriment d'Amèrica per Cristòfor Colom o algú del seu entorn. El Globus Da Vinci de 1504 és el primer globus terraqüi conservat que representa el Nou Món.

## Descripció
L'esfera buida està formada per les meitats inferiors unides de dos ous d'estruç. Es va afegir un contrapès de calci unit amb clara d'ou a la meitat inferior de la part inferior per mantenir el globus en posició vertical, ja que el globus no té cap tipus de suport.
L'escala del globus és 1:80.000.000 i el seu diàmetre és d'aproximadament 11,2 cm. Pesa 134 grams. L'eix nord-sud és vertical, reflectint el pensament d'Aristòtil. El bessó del globus, el Globus Hunt-Lenox (a la Biblioteca Pública de Nova York), és de coure fos vermell que representa la Terra com el centre d'una esfera armil·lar.
El Globus Da Vinci presenta nombrosos temes, com ara vaixells, un volcà, mariners, un monstre marí híbrid, ones oceàniques, muntanyes còniques, rius, costes i un anagrama triangular.

## Descobriment i origen
El globus terraqüi es va posar a la venda a la IMCOS Map Fair de 2012 a la Royal Geographical Society de Londres. La seva semblança amb el Lenox Globe va ser confirmada per l'antic president de la Coronelli Society Rudolf Schmidt el 2012 i per l'expert en art Géza von Habsburg el 2013. L'agost de 2013, Discover Magazine va publicar un dels primers articles generals a nivell popular sobre el globus.
L'anàlisi de la investigadora italiana Elisabetta Gnignera va trobar que el pentinat d'un mariner que s'ofega, representat en un gravat, és compatible amb la data i la procedència del globus. Missinne ha demostrat que el gravat d'un vaixell al sud de l'oceà Índic és idèntic al model d'un vaixell representat en un còdex de Francesco di Giorgio Martini, datat entre 1487 i 1490. Leonardo era propietari d'aquest còdex i és l'únic manuscrit conegut anotat per ell.
A la meitat inferior del globus hi ha una gota vermella de coure que conté arsènic, una substància química que se sap que només ha estat prescrita per Leonardo, que s'afegeix al coure [c] per donar-li el seu color vermell rebut. Les observacions visuals de les fotografies del Lenox Globus ho avalen, ja que no mostra una pàtina verda o negra, que és normal per al coure exposat a l'aire.

## Recepció
Investigacions recents han demostrat que el conegut com a Globus Jagellonicus, de 1510 té una semblança sorprenent amb els globus de Lenox i el Globus Da Vinci. El Globus Jagellonicus s'atribueix al rellotger francès Jean Coudray, que va copiar una esfera armil·lar italiana basada en un disseny de Leonardo da Vinci.

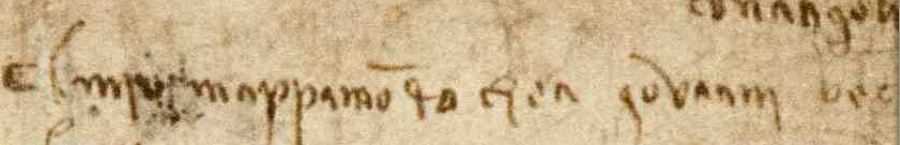
El mio mappamondo che ha Giovanni Benci, Codex Atlanticus, f. 331 recto, 1504 [b].